# 埃蒙斯鎮區 (北卡羅萊納州戴維森縣)
埃蒙斯鎮區（英語：Emmons Township）是位於美國北卡羅萊納州戴維森縣的一個鎮區。

## 地方資料
埃蒙斯鎮區的面積為135.97平方千米，皆為陸地。根據2020年美國人口普查的數據，當地共有人口7123人，而人口密度為每平方千米52.39人。